# Snacka går ju... (1989)
Snacka går ju... (originaltitel: Say Anything...) är en amerikansk romantisk dramakomedifilm från 1989 i regi av Cameron Crowe.

## Rollista
| John Cusack       | – Lloyd Dobler                     |
| Ione Skye         | – Diane Court                      |
| John Mahoney      | – Jim Court                        |
| Lili Taylor       | – Corey Flood                      |
| Polly Platt       | – Mrs. Flood                       |
| Bebe Neuwirth     | – Mrs. Evans                       |
| Loren Dean        | – Joe                              |
| Pamela Adlon      | – Rebecca                          |
| Chynna Phillips   | – Mimi                             |
| Jeremy Piven      | – Mark                             |
| Eric Stoltz       | – Vahlere                          |
| Philip Baker Hall | – Chef vid IRS                     |
| Lois Chiles       | – Dianes mamma (ej krediterad)     |
| Joan Cusack       | – Constance Dobler (ej krediterad) |
| Dan Castellaneta  | – Dianes lärare (ej krediterad)    |